# Jawiszowice
Jawiszowice (deutsch Jawischowitz; wilmesaurisch Zawyś) ist eine Ortschaft mit einem Schulzenamt der Gemeinde Brzeszcze im Landkreis Oświęcim der Woiwodschaft Kleinpolen in Polen.

## Geografie
Jawiszowice liegt im Auschwitzer Becken (Kotlina Oświęcimska), an der Weichsel, etwa 15 km nordöstlich von Bielsko-Biała und 35 km südlich von Katowice im Landkreis (Powiat) Oświęcim.
Das Dorf hat eine Fläche von 1529 ha.

## Geschichte
Der Ort wurde erstmals urkundlich als Pfarrei Janissowicz bzw. Jawissowicz in einem Peterspfennigregister des Jahres 1326 im Dekanat Auschwitz des Bistums Krakau erwähnt, danach als Iacussovicz (1346), Ianussovicz (1351), Iawiszowice (1378), Jewissowicze (1478), z Jevišowic (1481, tschechische Schreibweise), Jawischowicze, Jawyschowycze, Janyschowicze (1529) und so weiter. Der Name ist patronymisch abgeleitet vom Vornamen Jawisz (andere Formen des Namens: Jawiec, Jawień – vom Adjektiv jawny [offen, öffentlich] bzw. vom Verb jawić się [erscheinen]) mit dem typischen westslawischen Suffix -(ow)ice.
Politisch gehörte das Dorf ursprünglich zum Herzogtum Auschwitz, dies bestand ab 1315 in der Zeit des polnischen Partikularismus. Seit 1327 bestand die Lehnsherrschaft des Königreichs Böhmen. Im Jahre 1457 wurde es von Polen abgekauft und als Jawyschowicze erwähnt. Anschließend wurde das Herzogtum Auschwitz im Jahr 1564 völlig dem Königreich Polen angeschlossen, als Kreis Schlesien der Woiwodschaft Krakau der polnisch-litauischen Adelsrepublik (ab 1569). Um das Jahr 1600 hatte das Dorf über 200 Einwohner.
Ab dem späten 15. Jahrhundert gehörte das Dorf der Familie Myszkowski, in der Zeit der Reformation starke Anhänger der Calvinismus. Im späten 16. und frühen 17. Jahrhundert war die Mehrheit der Bewohner reformierten Glaubens und die Kirche wurde zum Sitz ihrer Gemeinde.
Bei der Ersten Teilung Polens kam Jawiszowice 1772 zum neuen Königreich Galizien und Lodomerien des habsburgischen Kaiserreichs (ab 1804).
1918, nach dem Ende des Ersten Weltkriegs und dem Zusammenbruch der k.u.k. Monarchie, kam Jawiszowice zu Polen. Unterbrochen wurde dies nur durch die Besetzung Polens durch die Wehrmacht im Zweiten Weltkrieg. Es gehörte dann zum Landkreis Bielitz im Regierungsbezirk Kattowitz in der Provinz Schlesien (seit 1941 Provinz Oberschlesien). Das KZ-Außenlager Jawischowitz existierte dort vom 15. August 1942 bis 19. Januar 1945.
Von 1975 bis 1998 gehörte Jawiszowice zur Woiwodschaft Kattowitz.

## Sehenswürdigkeiten
- Katholische Holzkirche (1692) an der Kleinpolnischen Straße der Holzarchitektur[9]

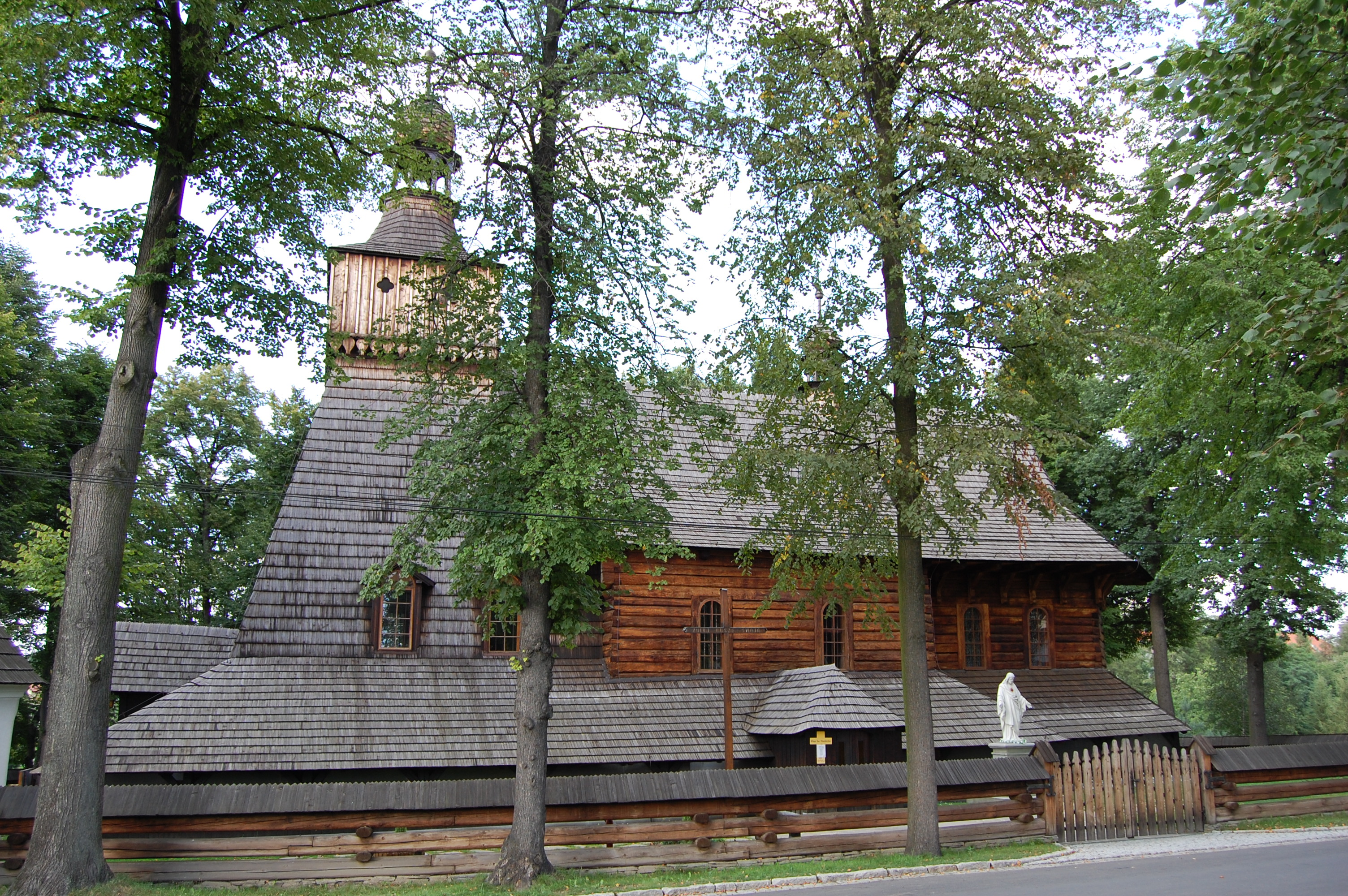
Holzkirche